# Chlorophorus grandipes
Chlorophorus grandipes là một loài bọ cánh cứng trong họ Cerambycidae.